# Bertrand Larade
Œuvres principales
La Margalida gascoa
Bertrand Larade ou Bertran Larade, (Montréjeau, 1581- vers 1635 - Bertrand Larada selon la norme classique) est un poète commingeois de langue d'oc. 

## Biographie
Il est issu d'une famille de notables de Montréjeau (consul et syndics de la ville), et a d'abord suivi des études de droit à Toulouse sans les achever, avant de se consacrer à la poésie à 22 ans.
Quittant Montréjeau pour fuir à Toulouse, les rancœurs de quelques notables, brocardés dans ses épigrammes, il devient l'ami de Pèire Godolin, dit Goudouli, un autre poète, qui lui a dédié quelques sonnets. Il aurait composé deux fois sept mille vers.
En 1610, il obtient un prix en poésie vulgaire aux Jeux Floraux, puis délaisse la poésie en Français pour se consacrer au gascon.
Après 1610, rien n'est su de lui.
Son œuvre la plus connue est la Margalide Gascoue, recueil de poésie autobiographique, dont le thème éponyme est une jeune fille qui refuse ses avances ; le ton vire à l'amertume (Pierre Bec parle d' "antithalame").

## Éditions du vivant de l'auteur
- La Margalide gascoue. Toulouse : Ramon Colomiez, 1604.
- Meslanges de dibersas poesies. Toulouse : Colomiez, 1604.
- La Muse piranese. Toulouse : Colomiez, 1607.
- La Muse Goucoune. Toulouse : Colomiez, 1607.

## Extrait
sur sa naissance :

Mil cinq cens heitante è un,

LARADE bé prengou nechenssé;

Quy nou counegue quada un,

Assy aura sa counechensse.

## Pour approfondir